# Sologne
La Sologne és una regió forestal de França, compresa entre el riu Cher i el riu Loira. Se situa en els confins del Berric i de la Turena. És l'única regió natural que ha estat objecte d'una delimitació administrativa, en resposta a una llei del 27 de juny de 1941 consagrada a la revalorització d'aquest territori considerat com particularment desheretat. El decret del 17 de setembre de 1941, pres en aplicació de la llei del 27 de juny de 1941, fixa així oficialment la llista dels 127 municipis que componen la Sologne.